# Rubus leptostemon
Rubus leptostemon är en rosväxtart som beskrevs av Sergei Vasilievich Juzepczuk. Rubus leptostemon ingår i släktet rubusar, och familjen rosväxter. Inga underarter finns listade i Catalogue of Life.